# 西条みつとし
西条 みつとし（さいじょう みつとし、1978年4月12日 - ）は、日本のドラマ・映画監督、脚本家。演出家、劇作家、放送作家、TAIYO MAGIC FILM 主宰。千葉県立幕張総合高等学校卒業。
2010年3月までは「あれきさんだーおりょう」名義でピン芸人として活動していた。

## 略歴
東京NSC3期生出身。卒業後、1年してワタナベエンターテインメントに所属する。
1997年にお笑いコンビ・ノンストップバスを結成し、そこでボケを担当していたが2003年に解散。その後はピン芸人・あれきさんだーおりょうとして活動する。因みに当時の相方は現在ピン芸人として活動しているAMEMIYAである。
2008年には、同じ事務所所属のよろこんで佐藤との期間限定コンビ、ひょろりんずとしても活動。
2010年3月で、芸人活動を辞め、同年4月より、西条みつとしとしてバイきんぐなどのコント作家や、番組の放送作家として活動。劇作家、演出家としても活動。
2012年5月、劇団太陽マジック旗揚げ。2015年9月、劇団太陽マジックの名称をTAIYO MAGIC FILMに改名。以降、映画・ドラマ・舞台の【監督】【演出】【脚本】などの仕事をしている。同時に、俳優・お笑い芸人の講師業も行っている。

## 人物
ピン芸人時代、「さおとめ」という芸名で一時期活動していたが、程なくして「あれきさんだーおりょう」に改名している。「あれきさんだーおりょう」という芸名の名付け親はネプチューンの名倉潤である。
青木さやかによる「青木軍団」の一員でもあり、青木とは親交が深かった。
同期には、ザブングル、トータルテンボス・サイクロンZ・髭男爵山田ルイ53世・キングオブコメディ今野浩喜などがいる。

### ピン芸人時代の芸風
「呪い」ネタ
- 「丑の刻参り」を彷彿とさせる白装束姿に扮し、藁人形に釘を打ちつけながら「呪ってやる!呪ってやる!」と連呼し、日頃の恨みを晴らしていくというネタ。主にエンタの神様でこのネタを披露して知名度をあげた。

男前劇場
- ネタの内容としてはまず冒頭で「お・と・こ・ま・え～、俺お・と・こ・ま・え～♪」と言う所から始まり、その後自身が体験した「かっこいい話」を披露した後ネタのブリッジとして「お・と・こ・ま・え～」というフレーズを挟む。それを何度か繰り返した後、最後に「お・と・こ・ま・え～だろうか～?」で締めるというものである。
- 「爆笑オンエアバトル」ではこのネタで参戦し、3勝2敗の成績を残す。コンビ時代にも「爆笑オンエアバトル」に参戦経験があり、1度だけオンエアを果たしている。

## 映画

### 監督・脚本
- HERO~2020~（2020年）監督・脚本
- 短編映画　JURI（2019年）監督・脚本

### 脚本
- 名も無き世界のエンドロール（2021年）脚本
- 短編映画　Hitch×Hook（2021）脚本
- blank13（2018年）脚本
- ゆらり（2017年）原作・脚本
- 関西ジャニーズJr.のお笑いスター誕生!（2017年）脚本

### 映画 受賞歴
- 「blank13」シドニー・インディ映画祭 最優秀脚本 受賞
- 「blank13」ゆうばり国際ファンタスティック映画祭2017 大賞(作品賞) 受賞
- 「JURI」ええじゃないか　とよはし映画祭2019 とよはし未来賞(審査員賞)受賞
- 「JURI」SKIPシティ国際Dシネマ映画祭2019 ノミネート

## テレビドラマ

### 監督・脚本
- 劇団スフィア（2019年10月、TOKYO MX）監督・脚本
- 面白南極料理人（2019年1月 - 3月、BSテレビ東京）監督・脚本

### 脚本
- めぐる。（2021年12月　フジテレビ）全10話 脚本
- めぐる。FOD版（2021年12月-2022年1月　FOD）１・２・７・最終話 脚本
- シェフは名探偵（2021年5月 - 8月、テレビ東京）第4話 - 第7話 脚本
- あなた犯人じゃありません　（2021年1月 - 3月）第5話脚本
- Soldiers~慈しむ者たち~ （2020年12月 - 3月、dTVチャンネル）脚本
- もやモ屋（NHK・Eテレ）第2回【おもしろい子はいい子?悪い子?】脚本（2019年10月・11月）
- ブスだってI LOVE YOU（2018年12月28日、テレビ朝日）脚本
- ○○な人の末路（2018年、日本テレビ）脚本
- オー・マイ・ジャンプ! 〜少年ジャンプが地球を救う〜（2018年、テレビ東京）脚本
- 下北沢ダイハード 第1話（2017年7月21日、テレビ東京）脚本

### ドラマ 受賞歴
- 「シェフは名探偵」 ギャラクシー賞 奨励賞 受賞
- 「面白南極料理人」 ギャラクシー賞 奨励賞 受賞

## 著書
- 小説「アノニマス　警視庁指殺人対策室」光文社
- 笑わせる技術〜世界は9つの笑いでできている〜（2020/5）光文社新書

## バラエティ（放送作家）
- TEEN!TEEN!（RKB毎日放送）
- 宝探しアドベンチャー 謎解きバトルTORE!（日本テレビ）
- 日10☆演芸パレード（TBS）
- Shibuya Deep A（NHK）
- 密室謎解きバラエティー 脱出ゲームDERO!（日本テレビ）
- なるほど!ハイスクール（日本テレビ）
- ホリケンタス（テレビ東京）
- アナウンサーの日進月歩　朗読劇『木曜10時』脚本（日本テレビ）
- 要博士の異常な映画愛（テレビ東京）

## お笑い講師（お笑いライブ作家）
- ワタナベエンターテインメントライブ（WEL）作家　2011〜

（ハナコ・はなしょー・Aマッソ・サンシャイン池崎・あばれる君　他）
- ワタナベコメディスクール　講師　2012〜

教え子【四千頭身・フワちゃん・土佐兄弟・金の国・丸山礼・ワタリ119・厚切りジェイソン・アンゴラ村長（にゃんこスター）他】
- ソニー・ミュージック　作家　2010〜

（バイきんぐ・錦鯉　他）

## 舞台
TAIYO MAGIC FILM 公演
- 旗揚げ公演（2012年5月）『HERO』
- 第2回公演（2012年11月）『ウェディング・ドレス』
- 第3回公演（2013年4月）『サクラサクコロ』
- 第4回公演（2013年6月）『あかねの間』
- 第5回公演（2013年11月）『ゆらり』
- 第6回公演（2014年5月）『センチュリープラント。』
- 第7回公演（2015年3月） 『ウエディングドレス2015』
- 第8回公演（2015年6月） 『ゆらり2015』
- 第9回公演（2015年11月） 『ぼくのタネ』
- 第10回公演（2016年5月）『センチュリープラント2016』
- 第11回公演（2016年10月）『サクラサクコロ2016』
- 第12回公演（2017年9月）『時分自間旅行』
- 番外公演ミニvo.1（2018年6月）『動き出すカーテン』
- TAIYO MAGIC FILM 特別公演 第1弾（2019年2月）『自首する男 PREMIUM』
- 第13回公演（2019年5月）『ぼくのタネ2019』
- TAIYO MAGIC FILM プレゼンツ（2021年7月）『黒い箱の中に白い箱』
- 10年目スペシャル本公演（2021年12月）『ゆらり2021/時分自間旅行2021』

### 外部公演
- Kis-My-Ft2 主演『○○な人の末路〜僕たちの選んだ××な選択〜』（2020年2月）（東京グローブ座）脚本・演出
- タイキマニアプロデュースvol.11 (2020年1月)『タチヨミ 第6巻』〈JURI〉(下北沢小劇場B1)脚本
- 『にんけん』（2019年11月）(赤坂CHANCEシアター）演出
- 『スーパーコントライブ』（2019年11月）(ARISE 舞の館）脚本・演出
- 『HERO ~2019年夏~』（2019年7月）（ヒューリックホール東京）脚本・演出
- Ojisan +（2019年6月）『女女女女嘘女女女女』〈JURI〉（中目黒キンケロ・シアター）脚本
- テラスサイド 第1回公演（2019年6月）VR演劇『Visual Record ～記憶法廷～』（ウッディシアター中目黒）演出
- 47ENGINE プロデュース（2019年1月）『ショートショートカーニバル　～さらば平成&ありがとう平成～』〈自首する男〉（コフレリオ新宿シアター）脚本
- ZENRYOKU劇音団 第4回公演（2018年12月）『TWO BOX』〈電話ボックス〉（中野HOPE）脚本
- ひだまりの樹 第19回朗読会（2018年9月）『ゆらり』（横浜人形の家４F/あかいくつ劇場）原作
- タイキマニアプロデュースvol.5 (2018年1月)『タチヨミ 第4巻』(下北沢小劇場B1)脚本
- Red Print Vol.4 (2018年1月)『DORON!〜くノ一編〜』(シアターグリーンBIG TREE THATER)脚本
- リュンヌ企画vol.1(2017年3月)『サプライズパーラー』(参宮橋TRANCE MISSION)脚本
- 宝映テレビプロダクションプロデュース公演Vol.16(2017時2月)『キズイタラ水たまりが出来ていた。』(シアターKASSAI)演出・脚本
- タイキマニアプロデュースvol.4 (2017年1月)『タチヨミ 第3巻』(下北沢小劇場B1)脚本
- 劇団福援隊 第10回公演（2016年8月）『もしも、あの時…』 （電気ビルみらいホール)　脚本・演出
- 宝映テレビプロダクションプロデュースVo.14（2016年2月）『期間限定恋愛』（ウッディシアター中目黒）脚本・演出
- スーパーエキセントリックシアター プロデュース BluePrint第5回公演（2015年6月）『鬼ヶ島』脚本
- 劇団ショーマンシップ公演（2015年2月）『九州の民話めぐり』脚本
- 劇団福援隊YOUNG!!（2015年1月）『優しいKIOKU』脚本・演出
- ワタナベエンターテインメントプロデュース（2014年9月）『自首する男』脚本・演出
- 宝映テレビプロダクションプロデュース第12回公演（2014年7月）『いいわよ。』 脚本・演出
- スーパーエキセントリックシアター プロデュースBluePrint第4回公演（2014年6月）『Monkey Magic』 脚本
- 日本テレビ企画 劇団アイドル・リーグ（2014年3月）『怪人養成スクール・女子部』 脚本・演出
- 劇団福援隊 第9回公演（2014年2月）『シアワセノBellが鳴る。』 脚本・演出
- 劇団ショーマンシップ公演（2013年6月）『フチガミさんのフトモモtheファイナル』 脚本
- スーパーエキセントリックシアター プロデュースBluePrint第３回公演（2013年6月）『ＤＯＲＯＮ！』 脚本
- ビジュアルボーイ10周年記念イベント シェイクスピア朗毒パフォーマンス（2012年11月）『ベースボーーール・ハムレット』 演出
- 劇団福援隊 第8回公演（2012年10月）『しにがみ。』 脚本
- スーパーエキセントリックシアタープロデュースBluePrint旗揚げ公演（2012年6月）『アグレソの石』 脚本
- 劇団K助Presents「オムニー5」（2012年4月）『JURI』 脚本
- 劇団福援隊YOUNG!!（2012年2月）『せせらぎの間』（再演） 脚本・演出
- 東京セレソンデラックス番外公演「ガッツ・ザ・セレソン」（2012年1月）『CAKE』 脚本・演出
- 劇団K助Presents「オムニー4」（2011年12月）『自主する男』 脚本・演出
- 劇団K助Presents「オムニー3」（2011年8月）『夏に雪が降る』 脚本・演出
- （2011年8月）『あかねの間』 脚本・演出
- 劇団福援隊YOUNG!!（2011年5月）『町のちっちゃなレストラン』 脚本・演出
- pnishプロデュース（2011年1月）『パニックカフェ』（2011年1月） 演出協力
- 宝映テレビプロダクション新ユニット『素顔♪音符』第3回公演（2010年11月）『ポンポン島』 演出協力
- 劇団K助Presents「オムニー2」（2010年8月）『球』 脚本・演出
- 劇団K助Presents「オムニー」（2010年4月）『ウェディング・ドレス』 脚本・演出

## あれきさんだーおりょうとして
- エンタの神様（日本テレビ系）
キャッチコピーは、「ワラ人形の恨み節」
あれきさんだーおりょうMAXとしてのキャッチコピーは「崖っぷちの恨み節」
ひょろりんずとしてのキャッチコピーは「あぶない笑市民」
- 爆笑オンエアバトル（NHK）戦績3勝2敗 最高485KB
- 森田一義アワー 笑っていいとも!（フジテレビ）
- 音楽戦士 MUSIC FIGHTER（日本テレビ系） - 前説担当（～2009年3月）。
- 大笑点（日本テレビ）
- あらびき団 （TBSテレビ） - 2008年10月22日
- ケータイ捜査官7（2009年、テレビ東京）
- うたばん（TBSテレビ）
- レッドシアター（フジテレビ）
- NEWS23（TBSテレビ）
- 美しき青木・ド・ナウ（テレビ朝日）
- アウトオブオーダー（テレビ朝日）
- とんねるずのみなさんのおかげでした（フジテレビ）
- 力の限りゴーゴゴー!!（フジテレビ）
- ウチくる!?（フジテレビ）
- 笑いの巣4（日本テレビ）
- 新しい波8（フジテレビ）
- テンパイ（テレビ東京）